# La Biblioteca de la Medianoche
La Biblioteca de la Medianoche es una novela de fantasía de Matt Haig, publicada el 13 de agosto de 2020 por Canongate Books. Fue abreviada y transmitida en BBC Radio 4 en diez episodios en diciembre de 2020.  La obra, que combina elementos de fantasía, filosofía y ficción contemporánea, ha sido aclamada por su enfoque introspectivo sobre el sentido de la vida, las decisiones y las segundas oportunidades. El libro ha sido traducido a múltiples idiomas y ha recibido diversos reconocimientos internacionales.

## Sobre el autor
Matt Haig es un autor británico conocido por su obra prolífica tanto en ficción como en no ficción.Sus libros suelen explorar temas como la salud mental, la filosofía de la vida y la resiliencia. Entre sus obras más destacadas se encuentran Razones para seguir viviendo (2015) y Cómo detener el tiempo (2017). Haig ha compartido abiertamente su experiencia personal con la depresión y la ansiedad, temas que influyen profundamente en su escritura.

## Argumento
La novela sigue la historia de Nora Seed, una mujer de treinta y cinco años que atraviesa una profunda crisis personal y emocional. Descontenta con su vida y agobiada por el peso de sus arrepentimientos, Nora intenta quitarse la vida. En el limbo entre la vida y la muerte, se encuentra en una misteriosa biblioteca que se extiende infinitamente en todas las direcciones: La Biblioteca de la Medianoche. Cada libro en esta biblioteca representa una versión diferente de la vida de Nora, basada en las decisiones que podría haber tomado. Guiada por la señora Elm, una bibliotecaria de su infancia que actúa como su mentora espiritual, Nora explora múltiples realidades alternativas. A medida que vive estas vidas, desde ser una estrella de rock hasta una científica glacióloga, Nora reflexiona sobre lo que realmente significa llevar una vida plena.

## Temas principales
La Biblioteca de la Medianoche aborda una variedad de temas filosóficos y emocionales, entre los que destacan:
- El arrepentimiento: El libro explora cómo las decisiones del pasado moldean nuestra percepción del presente y cómo el arrepentimiento puede ser una carga paralizante.

- La búsqueda del propósito: Nora reflexiona sobre qué constituye una vida significativa y cómo encontrar satisfacción en la existencia cotidiana.

- El impacto de las decisiones: A través de las múltiples vidas que experimenta, la novela muestra cómo cada elección puede alterar el curso de una vida de maneras inesperadas.

- La conexión humana: La historia subraya la importancia de las relaciones y la empatía como pilares fundamentales de la felicidad.

## Personajes
- Nora Seed: personaje principal
- Elm (Lousie Isabel): la bibliotecaria de la escuela
- Ash: cirujano y amigo
- Voltaire (Voltio): mascota de Nora
- Neil: jefe de Nora en la Teoría de Cuerdas
- Dan Lord: expareja de Nora
- Joe: hermano de Nora
- Ravi: amigo de Joe
- Izzi (Isabel Hirsh): mejor amiga de Nora
- Otros personajes mencionados (no todos): Erin, Will, Blake, Sophie, Jolie, Charlotte, Hugo

## Recepción
La Biblioteca de la Medianoche recibió críticas generalmente positivas. Los lectores y críticos alabaron su tono esperanzador y la forma en que combina temas complejos con una narrativa accesible. Ha sido comparada con otras obras filosóficas y de ficción especulativa como El hombre en busca de sentido de Viktor Frankl y Un mundo feliz de Aldous Huxley.
La novela fue galardonada con el Premio Goodreads Choice Award a la mejor obra de ficción de 2020 y figuró en listas de best seller internacionales, incluidas las del New York Times y The Sunday Times.

## Adaptaciones
En 2021, se anunció que el libro sería adaptado al cine, con Matt Haig participando en el desarrollo del guion. Aunque no se ha confirmado el elenco ni la fecha de estreno, el proyecto ha generado expectativas entre los seguidores de la novela.